# Filter (procesteknik)
 For alternative betydninger, se filter. (Se også artikler, som begynder med filter)
Et filter har til formål at adskille faste partikler fra en gasart eller oftere en væske, hvori de er fordelt. Processen, der mekanisk tilbageholder partikler fra gassen eller væsken ved at lede den igennem et filtermedium, kaldes filtrering og kendes fra hverdag (f.eks. kaffefilter) og industri (f.eks. sandfilter i rensningsanlæg). En væske med faste partikler, der ønskes filtreret, kaldes en suspension og den filtrerede væske, der stadig kan indeholde nogle finere faste partikler, kaldes filtratet. De faste partikler efterlades afhængig af filtertype enten ovenpå filtermediet (ved såkaldt kagefiltrering eller overfladefiltrering) som en filterkage eller tilbageholdes "dybt" inde i filteret (ved såkaldt dybdefiltering).
Der eksisterer et meget omfattende udvalg af tekniske filtertyper, hvilket bl.a. skyldes, at forholdet mellem fast stof (partikler) og væske i forskellige anvendelser kan variere ekstremt meget (f.eks. vandrensning med meget lavt partikelindhold overfor filtrering af tyktflydende væsker i fødevareindustrien).
Den grundlæggende problematik ved filtrering er at tilbageholde relativt små partikler og samtidig have en passende gennemstrømning af filtreret væske (filtrat) uden et alt for højt påkrævet tryk. Selv et tyndt lag af tilbageholdte partikler (filterkage) kan yde meget stor modstand og dermed kræve højt tryk. Desuden skal der tages hensyn til, om filtratet, filterkagen eller begge er værdifulde og skal anvendes.
Der findes også andre processer, der har samme formål som filtrering, men udføres på forskellig vis. Nævnes kan her sedimentation (bundfældning) eller fordampning, der begge har adskillende virkning uden at være filtrering.

## Grundlæggende filtermekanismer
- Overfladefiltrering (eng. surface filtration) hentyder til, at partiklerne stoppes på overfladen af – og ikke trænger ned i – filtermediet[1].
- Det modsatte er dybdefiltrering (eng. depth filtration), hvor partiklerne trænger "dybt" ned i filteret, bliver der og derfor ikke selv kan anvendes videre. Dybdefiltering anvendes ved lavt partikelindhold i væsken som f.eks. ved rensning af grundvand ved hjælp af sandfilter[1].
- Hvis der samler sig filtrerede partikler på filteroverfladen – filterkage – og hvis denne selv har filtrerende virkning, kaldes det kagefiltrering (eng. cake filtration). Kagefiltrering anvendes når væsken har et højt partikelindhold.[1]
- Dead end filtrering suspensionen løber kun i én retning, nemlig vinkelret på og igennem filtermediet[1].
- Tværfiltrering (eng. crossflow/tangential flow filtration) er en variant, der forhindrer kagedannelse ved at lade væsken strømme på tværs af filteret. Filtrat (filtreret væske) strømmer da gennem filteret på langs og en stærkt opkoncentreret væske (suspension) strømmer på tværs langs filteroverfladen, hvor den kan tappes af – evt. hjulpet af mekaniske skrabere. Da kagedannelses pga. tværstrømmen holdes minimal, letter denne filtertype gennemstrømningen af filtrat[1].
- Membranfiltrering (eng. membrane filtration) hentyder til, at filtermediet er en membran, ofte en tynd film af polymerer, der kan være så fin, at den kun slipper meget små molekyler (som vand) og salte igennem. Der underinddeles i mikrofiltrering (0,1-20 μm), ultrafiltrering (0,001-0,1 nm) og nanofiltrering (~ 1 nm). Det er karakteristisk, at man ved brug af membranfiltre søger at holde modstanden nede ved hjælp af crossflow filtrering (undgår filterkagedannelse) og ved at undgå nedtrængen af partikler i membranen. Membranfiltre behandles i litteraturen ofte særskilt, og der knyttes et delvist anderledes sæt af begreber til dem, selvom der er mange ligheder med konventionelle filtertyper[2][3].

## Filtertyper
Nutsche
Enkel filtertype, hvor en filterdug i en åben cirkulær beholder støttes af en perforeret plade, en siplade. Undertryk på filtrat-siden øger gennemstrømningen. 
Sandfilter
Sandfilteret er et dybdefilter, da partiklerne fastholdes "dybt" inde i den sandmasse, der udgør filteret. Sandfilteret holder naturligvis partikler større end sandkornene tilbage, men forskellige mekanismer holder også langt mindre partikler (f.eks. bakterier) tilbage.
Filterpresse
Et antal opretstående plader med filterdug er spændt sammen i en presse. Der opnås med denne filtertype et stort filterareal selv ved begrænset gulvplads og bl.a. derfor er dette en meget indsat filtertype.
En af udførelsesformerne, rammefilterpressen, består af skiftevis af hule filterrammer til opsamling af filterkage og filterplader med gitre bekældt med filterdug på begge sider. Plader og rammer er opretstående og kan være på op til ca. 2x2 meter. Under filtreringen er plader og rammer presset sammen så randene slutter tæt. Suspensionen pumpes under tryk ind gennem den ene endeplade og fordeles gennem et system af huller i plader og rammer i de hule filterrammer. Filtratet tappes ud gennem haner i filterpladernes nederste hjørner (åben filterpresse) eller ledes gennem et andet system af huller til endepladen (lukket filterpresse). Når filterkagen fylder rammernes hulrum op, blæses det sidste væske ud af filterpressen med trykluft, hvorefter pressen åbnes, dvs. rammerne adskilles og tyngdekraften (evt. hjulpet af en vibrator) får filterkagen til at falde ned i et kar eller ned på et transportbånd under filterpressen.
Patronfilter
Et patronfilter (eng. cartridge filter) er et eksempelvis cylinderformet filter, der kan udformes som dybdefilter med et tykt filterlag i patronens hulrum eller som kagefilter med en tynd foldet filterdug. I begge tilfælde ledes suspensionen ind i cylinderen og filtranten løber ud gennem cylindervæggen. Patronfiltre er almindeligvis engangfiltre, og da det normalt ikke er muligt at rense filterkagen ud, bruges de kun når substratet er værdiløst.
Bladfilter
Kontinuerligt filter
Filtercentrifuge

## Fodnoter
1. 1 2 3 4 5  American Filtration & Separations Society 2006
2. ↑  Wakeman & Tarleton 2005 s. 9 om polymermembraners produktionsvis og udbredelse
3. ↑  Wakeman & Tarleton 2005 s. 266 om hvorfor membranfiltre behandles for sig